# S-13
S-13 (rusky: C-13) byla sovětská ponorka třídy S série IXbis. Její stavba začala v říjnu roku 1938 a plavidlo bylo spuštěno na vodu 25. dubna 1939. Po kompletaci byla oficiálně přijata do výzbroje sovětské Baltské flotily 31. července 1941. Během své služby provedla 12 útoků na nepřátelské lodě, potopila 5 transportních lodí a jednu poškodila, přičemž potopení transportní lodi Wilhelm Gustloff je s 9000 obětí dodnes největší námořní katastrofou v dějinách. Ze služby byla vyřazena roku 1954.

## Potopené a poškozené lodě
- 11. září 1942 finská transportní loď „Hera“ (1379 brt)
- 12. září 1942 finský parník „Jussi“ (2325 brt)
- 18. září 1942 německý (dříve nizozemský) parník „Anna W.“ (290 brt)
- 9. října 1944 německá transportní loď „Siegfried“ (563 brt) - poškozená
- 30. ledna 1945 německá transportní loď „Wilhelm Gustloff“ (25484 brt)
- 10. února 1945 německá transportní loď „General von Steuben“ (14660 brt)

## Potopení lodi Wilhelm Gustloff
30. ledna 1945 ve 21 hodin 45 minut zpozorovala ponorka S-13 pod vedením kapitána Alexandra Marineska, záblesky světla. Byl proveden bojový poplach a ponorka vyrazila směrem k objektu, ke kterému se během hodiny přiblížila na vzdálenost dvou kilometrů. Osádka spatřila velkou transportní loď s německou vlajkou ozbrojenou protiletadlovými děly. Kapitán se ji rozhodl torpédovat z lepší pozice od pobřeží Baltského moře. Loď, jejíž jméno v ten okamžik ještě neznal, obeplul a ve 23 hodin 8 minut ji torpédoval třemi torpédy. Ta se potopila během 70 minut. Jak se později ukázalo, jednalo se o německou transportní loď Wilhelm Gustloff, která kromě vojáků a odborníků výuky protiponorkového námořnictva převážela zejména civilní osoby. Zahynulo přibližně 9000 osob a jedná se o největší námořní katastrofu v dějinách lidstva.

## Potopení lodi General von Steuben
10. února 1945 v 00.50 hodin torpédovala ponorka S-13 dvěma torpédy německou transportní loď General von Steuben. Ta se potopila během 15 minut. Zahynulo 3608 osob, zachráněno bylo 659 lidí. V tomto případě se jednalo o pátou největší námořní katastrofu v dějinách.